# Alice in Chains (Album)
Alice in Chains, manchmal auch Tripod oder Three genannt, ist das dritte Studioalbum der US-amerikanischen Grunge-Band Alice in Chains. Es erschien am 7. November 1995 bei Columbia Records. Es ist das letzte mit Sänger Layne Staley vor seinem Tod am 5. April 2002 und erreichte Doppel-Platin-Status in den Vereinigten Staaten.

## Entstehungsgeschichte
Nachdem Alice in Chains im Januar 1994 die Akustik-EP Jar of Flies veröffentlicht hatten, legte die Band, erschöpft vom langen Touren, eine Pause ein und gab während dieser Zeit auch keine Interviews. Geplante Konzerte wurden abgesagt. Gleichzeitig kursierten Meldungen über den Drogenkonsum der Band, insbesondere von Sänger Layne Staley. Staley kämpfte zu dieser Zeit mit seiner Heroinsucht und hatte unterdessen für sein Nebenprojekt Mad Season das Album Above eingesungen, das 1995 erschien. Anschließend baten ihn die anderen Musiker, zu Alice in Chains zurückzukehren. Im April dieses Jahres ging die Band ins Bad-Animals-Studio in Seattle, um bis August mit Produzent Toby Wright (Slayer, Corrosion of Conformity) den Nachfolger des erfolgreichen Dirt-Albums einzuspielen. Da nur wenige der Songs bereits fertig waren – unter anderem Sludge Factory, ein Song, den Jerry Cantrell bereits 1988 geschrieben und aufgenommen hatte –, entstand der Rest in den Jamsessions im Studio, ausgehend von Songideen, die Cantrell ursprünglich für ein Soloalbum entwickelt hatte.
Nach der Veröffentlichung im November 1995 wurden vier Singles ausgekoppelt: Grind, Heaven Beside You, Over Now und Again. Bei drei davon singt Cantrell die Leadstimme, und er hat auch die Texte dieser Lieder geschrieben. Die Arbeit mit Staley wurde rückblickend als sehr schwierig beschrieben, da der Sänger aufgrund seiner Drogenabhängigkeit sehr unzuverlässig war. Das Album stieg als Nr. 1 in die US-Charts ein und verkaufte sich dort ausgezeichnet, konnte aber in anderen Ländern, etwa in Deutschland, keine vergleichbaren Verkaufserfolge erzielen. Die Band tourte für das Album nicht in größerem Maße, da Staley dies nicht wollte und konnte. Schlagzeuger Sean Kinney dagegen sagte, er hätte gern mehr live gespielt. Im Juni 1996 spielte die Band vier Shows als Vorgruppe von Kiss. In diesem Jahr wurde auch das MTV-Unplugged-Konzert aufgenommen und als CD veröffentlicht.

## Stil
Das Rolling-Stone-Magazin schrieb, die Songs auf dem Album Alice in Chains seien wie immer in einen „Morast aus wogenden Gitarren und hämmerndem Bass“ getaucht. Diesmal kämen übereinandergelegte „fluoreszierende“ Gitarrenlicks und aufsteigende Gesangsharmonien dazu, die die Musik so „schrecklich schön“ und komplex machten wie ein „Hieronymus-Bosch-Gemälde“. Zwischen diesen härteren, oft wie etwa Grind oder Sludge Factory recht monoton und langsam gespielten, Stücken tauchen die beiden ruhigeren Songs Heaven Beside You – eine Akustik-Ballade – und als Schlusspunkt Over Now auf. Als Intro von Over Now dient ein Sample einer Plattenaufnahme des Stücks Good Night von Ted Lewis & His Orchestra. Bei God Am wurde das Sample einer Wasserpfeife verwendet.
Die Texte auf dem Album sind nicht in dem Maße wie auf Dirt auf den Drogenkonsum bezogen, obwohl einige Zeilen in diese Richtung gedeutet werden können. Layne Staley sagte, er habe inzwischen eine Abneigung, darüber zu schreiben, weil er nicht wolle, dass seine Fans denken, er würde Drogen verherrlichen. Zudem wende sich sein eigener Drogenkonsum nun gegen ihn, „and now I’m walking through hell, and this sucks.“ Staley gab an, er habe bei den Texten auf Alice in Chains aufgeschrieben, „was immer mir gerade in den Sinn kam.“ Sie seien daher recht „frei“ („loose“) formuliert. Heaven Beside You wurde von Jerry Cantrell geschrieben, als er mit der Trennung von seiner langjährigen Freundin fertigwerden musste.

## Titelliste
1. Grind – 4:45 (Musik/Text: Cantrell)
2. Brush Away – 3:22 (Musik: Cantrell, Kinney, Inez. Text: Staley)
3. Sludge Factory – 7:12 (Musik: Cantrell, Kinney. Text: Staley)
4. Heaven Beside You – 5:27 (Musik: Cantrell, Inez. Text: Cantrell)
5. Head Creeps – 6:29 (Musik/Text: Staley)
6. Again – 4:05 (Musik: Cantrell. Text: Staley)
7. Shame in You – 5:35 (Musik: Cantrell, Kinney, Inez. Text: Staley)
8. God Am – 4:08 (Musik: Cantrell, Kinney, Inez. Text: Staley)
9. So Close – 2:45 (Musik: Cantrell, Kinney. Text: Staley)
10. Nothin’ Song – 5:40 (Musik: Cantrell, Kinney. Text: Staley)
11. Frogs – 8:18 (Musik: Cantrell, Kinney, Inez. Text: Staley)
12. Over Now – 7:03 (Musik: Cantrell, Kinney. Text: Cantrell)

## Singleauskopplungen
| Jahr | Titel             | Höchstplatzierung, Gesamtwochen, AuszeichnungChartplatzierungen (Jahr, Titel, , Platzierungen, Wochen, Auszeichnungen, Anmerkungen) | Höchstplatzierung, Gesamtwochen, AuszeichnungChartplatzierungen (Jahr, Titel, , Platzierungen, Wochen, Auszeichnungen, Anmerkungen) | Höchstplatzierung, Gesamtwochen, AuszeichnungChartplatzierungen (Jahr, Titel, , Platzierungen, Wochen, Auszeichnungen, Anmerkungen) | Höchstplatzierung, Gesamtwochen, AuszeichnungChartplatzierungen (Jahr, Titel, , Platzierungen, Wochen, Auszeichnungen, Anmerkungen) | Höchstplatzierung, Gesamtwochen, AuszeichnungChartplatzierungen (Jahr, Titel, , Platzierungen, Wochen, Auszeichnungen, Anmerkungen) | Anmerkungen                                           |
| Jahr | Titel             | DE | AT | CH | UK | US | Anmerkungen                                           |
| ---- | ----------------- | --- | --- | --- | --- | --- | ----------------------------------------------------- |
| 1995 | Grind             | — | — | — | UK23 (2 Wo.)UK | — | Erstveröffentlichung: 3. Oktober 1995                 |
| 1995 | Over Now          | — | — | — | — | — | Erstveröffentlichung: 7. November 1995                |
| 1996 | Again             | — | — | — | — | — | Erstveröffentlichung: 1996                            |
| 1996 | Heaven Beside You | — | — | — | UK35 (2 Wo.)UK | US— GoldUS | Erstveröffentlichung: Januar 1996 Verkäufe: + 500.000 |

## Rezeption

### Rezensionen
Steve Huey von allmusic nannte das selbstbetitelte Album das „bestproduzierte“ der Band, seine besten Momente zählte zum „reifsten“, was die Band veröffentlicht habe. Allerdings gäbe es einige „slow spots“, Stellen, wo die Lieder eher kraftlos seien. Die Bewertung lag bei drei von fünf Sternen. Im Rock Hard schrieb Michael Rensen, Alice in Chains lieferten „die eindringlichste und schaurig-schönste Suppe ab, die die sogenannte Alternative-Szene zu bieten hat“, gleichwohl käme die Band mit diesem Album nicht ganz an vorherige Veröffentlichungen heran. Er vergab acht von zehn Punkten. Im Rolling Stone nannte hingegen Jon Wiederhorn das Album Alice in Chains im Vergleich zu dessen Vorgängern „befreiend und erleuchtend“. Es sei die „musikalische Wiedergeburt“ der Band. Er vergab vier von fünf Sternen.

### Charts und Chartplatzierungen
| ChartsChartplatzierungen       | Höchstplatzierung | Wochen |
| ------------------------------ | ----------------- | ------ |
| Deutschland (GfK)              | 93 (4 Wo.)        | 4      |
| Vereinigtes Königreich (OCC)   | 37 (2 Wo.)        | 2      |
| Vereinigte Staaten (Billboard) | 1 (46 Wo.)        | 46     |

### Auszeichnungen für Musikverkäufe
| Land/Region                  | Auszeichnungen für Musikverkäufe (Land/Region, Auszeichnung, Verkäufe) | Verkäufe  |
| ---------------------------- | ---------------------------------------------------------------------- | --------- |
| Australien (ARIA)            | Gold                                                                   | 35.000    |
| Kanada (MC)                  | Platin                                                                 | 100.000   |
| Vereinigte Staaten (RIAA)    | 2× Platin                                                              | 2.000.000 |
| Vereinigtes Königreich (BPI) | Silber                                                                 | 60.000    |
| Insgesamt                    | 1× Silber · 1× Gold · 3× Platin ·                                      | 2.195.000 |